# Atsuko Watanabe
No debe confundirse con la Seiyū Atsuko Watanabe Atsuko Watanabe (seiyū).
Atsuko Watanabe (渡辺敦子, Watanabe Atsuko). (n. 26 de octubre de 1964, en Minamata (Kumamoto), Japón). Fue la líder y bajista de la banda japonesa, Princess Princess.

## Biografía
Watanabe se crio en la prefectura de chiba y se graduó en la escuela secundaria de Keiyo. 
En 1983, participó en una audición de más de 1300 aspirantes. Realizada por la empresa tdk Records, que reclutaba chicas para formar un nuevo grupo idol japonés. Debutando así junto a sus compañeras, formando la banda "akasaka komachi". 
Tiempo después el grupo cambió a su nombre artístico (por un corto periodo de tiempo) a "Julian Mama". Re-nombrando el mismo de forma definitiva a Princess Princess. Y manteniéndose activa con este, hasta su disolución en 1996. 

### Después de PRINCESS PRINCESS
Posteriormente se desempeñó como subdirectora de la Escuela de música de Tokio. 
En el año 2008, compartió escenario nuevamente junto a su excompañera Kyoko Tomita. Al lado de músicos como Miyu Nagase, (vocalista de la banda ZONE) y la cantante Mai Kinuko. Se presentaron en un festival musical bajo el nombre de: "Zonpuri".

## Actualidad
En el año 2012, realizó su primer reencuentro junto a Princess Princess, para recaudar fondos destinados al Terremoto y tsunami de Japón de 2011. 
En marzo de 2016, realizó un segundo reencuentro con la banda.